# Музей Велимира Хлебникова
Мемориальный музей В. Хлебникова — первый музей, посвящённый поэту-футуристу, является структурным подразделением муниципального бюджетного учреждения культуры «Крестецкая межпоселенческая культурно-досуговая система». Расположен в сельском Доме Культуры деревни Ручьи Крестецкого района Новгородской области.
Музей был открыт 28 июня 1986 года, в день памяти поэта и вскоре после празднования столетия со дня его рождения. Велимир Хлебников скончался в деревне Санталово (упразднена в 1984 году), находившейся в 8 км от Ручьёв, 28 июня 1922 года и был похоронен на Ручьёвском погосте. Основателем музея был Олег Андреевич Облоухов, художник из Ростова-на-Дону, он же стал автором интерьера и экспозиции музея.
С 1986 года в музее раз в два года проходит литературный праздник «Хлебниковские чтения». 